# Rogers Morton
Rogers Clark Ballard Morton, född 19 september 1914 i Louisville, Kentucky, död 19 april 1979 i Talbot County, Maryland, var en amerikansk republikansk politiker. Han representerade delstaten Marylands första distrikt i USA:s representanthus 1963-1971. Han var ordförande i Republican National Committee 1969-1971, USA:s inrikesminister 1971-1975 och sedan handelsminister 1975-1976.
Morton växte upp i Kentucky och studerade vid Yale University i Connecticut. Han deltog i andra världskriget i fältartilleriet i USA:s armé. Han var senare verksam som jordbrukare i Maryland.
Morton besegrade sittande kongressledamoten Thomas Francis Johnson i kongressvalet 1962. Han omvaldes fyra gånger. Han avgick som kongressledamot i januari 1971 för att tillträda som inrikesminister. Han fortsatte först som inrikesminister efter Richard Nixons avgång som president år 1974. Gerald Ford utnämnde honom följande år till handelsminister. Morton efterträddes 1976 som handelsminister av Elliot Richardson.
Mortons grav finns på Wye Mills Cemetery i Talbot County, Maryland.